# Seznam predsednikov Tunizije
Na tej strani so zbrani predsedniki Tunizije od osamosvojitve leta 1957.

## Predsedniki Tunizije, od leta 1957
- Habib Bourguiba: 25. julij 1957 - 7. november 1987
- Zine El Abidine Ben Ali: 7. november 1987 - 2011
- Mohamed Ghannouchi: 2011 - 2011
- Fouad Mebazaa: 2011 - 2011
- Moncef Marzouki: 2011 - 2014
- Beji Caid Essebsi: 2014 - 2019
- Mohamed Ennaceur: 2019 - 2019
- Kaïs Saïed: 2019 -